# Двориште (община Берово)
Двори́ште (мак. Двориште) — село у Північній Македонії, яке входить до общини Берово, що в Східному регіоні країни.
Громада складається з — 757 осіб (перепис 2002), самі лише македонці. Село розкинулося в гірській місцевості (середні висоти — 1016 метрів) в історико-географічної області Мелешево.